# Ta’ Xbiex
Ta’ Xbiex (IPA: tɐ ˈʃbɪːʃ) – jednostka administracyjna na Malcie, o populacji 2092 (spis statystyczny 2019-11-21). Leży na małym cyplu w porcie Marsamxett, pomiędzy miejscowościami Msida i Gżira.

## Etymologia
Mówi się, że nazwa Ta’ Xbiex pochodzi od położenia geograficznego miejscowości, która jest zwrócona w stronę wschodzącego słońca, maltańskie słowo tbexbex lub tbexbix opisuje „świtanie”. Inni twierdzą, że nazwa może pochodzić od słowa xbiek, oznaczającego „sieci rybackie”, co wydaje się możliwe, ponieważ jego mieszkańcy mogli swobodnie żeglować i łowić ryby z brzegów. Herb miejscowości przedstawia koło sterowe dodatkowo potwierdzające jej związek z morzem. Według Agiusa de Soldanis słowo xawbax to „nazwa rośliny lub lido Malty”; konkretnie xawbax to rodzaj dzikiej jeżyny. Rośliny takie istniały na Malcie od czwartorzędu. Chociaż w Ta’ Xbiex nie ma doliny, w pobliżu leży dawne ujście Wied Għollieqa, doliny, która zapewniałaby idealne warunki do rozwoju jeżyny.

## Historia
Najstarsza znana wzmianka o Ta’ Xbiex pochodzi z 1513 roku, kiedy dokument w Archiwum Państwowym w Palermo odnosi się do Ta’Xbiex jako „Sabese”. Około 40 lat później, w roku 1555, Pietru Caxaro wspomina o tej okolicy, pisząc „Ta Xabux in contrata ta Bircarcara”. Znacznie później, w 1721 roku, dokument z maltańskiej Biblioteki Narodowej określał to miejsce jako „Ta Xibese”.
Około sto lat temu Ta’ Xbiex był prawie jałowym półwyspem. W tamtym czasie, z daleka od uczęszczanych traktów, zaledwie garstka zabudowań wiejskich i samotna willa rodziny Testaferrata wyróżniały się na tle okolicznych pól. Była to kraina pozbawiona jakiegokolwiek szczególnego zainteresowania. Wiadomo, że w pewnym momencie większość półwyspu stała się własnością rodziny Testaferrata Moroni Viani.

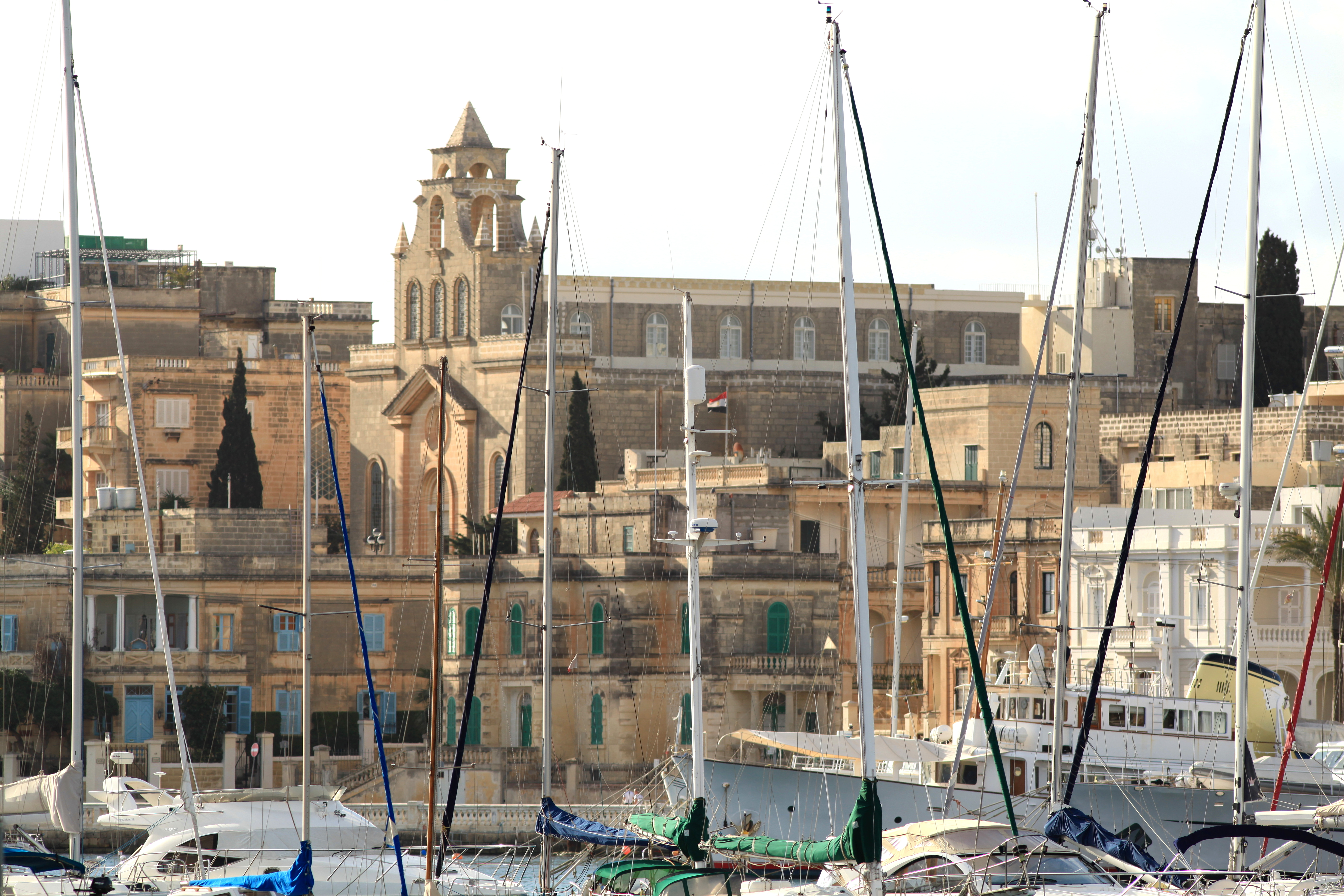
Kościół parafialny wśród zabudowy Ta’ Xbiex.

W pierwszych dziesięcioleciach ubiegłego stulecia rozwój wzdłuż wybrzeża Msidy zaczął rozprzestrzeniać się w kierunku Ta’ Xbiex, a kilku zamożnych ludzi w porę przewidziało wzniesienie szeregu uroczych willi z widokiem na morze, po których jakiś czas później zaczęto zabudowywać wnętrze półwyspu. W ciągu kilku lat Ta’ Xbiex stało się jednym z mających największe wzięcie obszarów mieszkalnych na Malcie.
Po zakończeniu II wojny światowej karmelici bosi poprosili Pietra Paola Testaferratę Moroni Vianiego o podarowanie im ziemi pod budowę kościoła w Ta’ Xbiex. Umową notarialną z 23 września 1948 roku notariusz George Borg Olivier potwierdził darowiznę. Po czterech latach budowy nowy kościół został poświęcony. 1 czerwca 1969 roku, w związku z erygowaniem parafii w Ta’ Xbiex, świątynia stała się kościołem parafialnym.

## Dziś
Wiele pięknych domów w Ta’ Xbiex mieści wiele zagranicznych ambasad, m.in. Australii, Egiptu, Grecji, Libii i Seszeli.

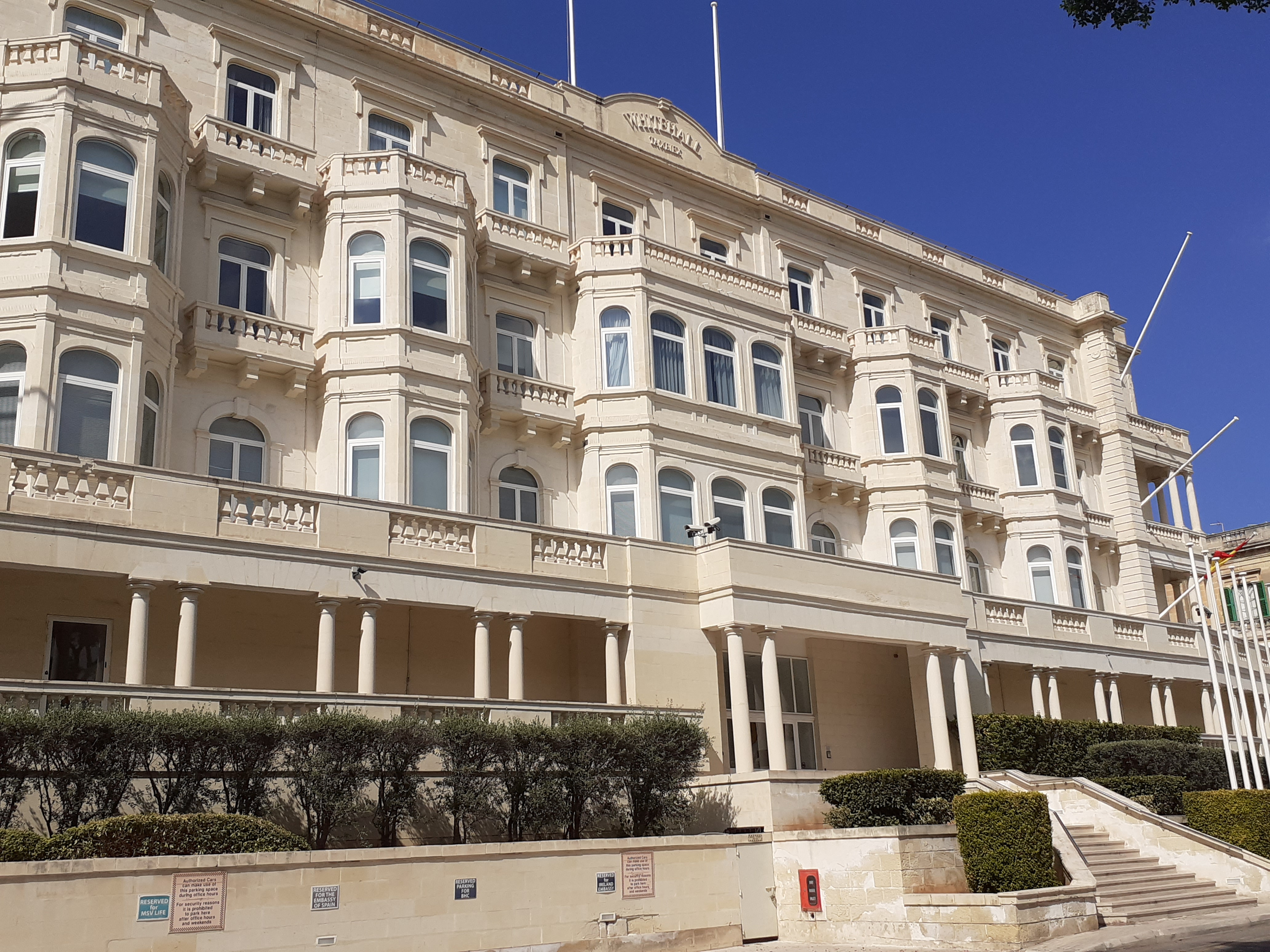
The Whitehall Mansions.

The Whitehall Mansions to prestiżowy adres i jest przykładem wyjątkowej architektury maltańskiej. W budynku znajdują się obecnie m.in. ambasady Holandii, Hiszpanii, Austrii, Irlandii oraz brytyjski wysoki komisarz na Malcie. W latach pięćdziesiątych XX wieku był znany jako The Wrennery, będąc siedzibą Women’s Royal Naval Service (WRNS).
W Ta’ Xbiex znalazło siedzibę również szereg usługodawców, takich jak firmy ubezpieczeniowe, kancelarie prawne, firmy audytorskie i księgowe.
Wśród oryginalnych willi położonych przy ulicach naprzeciw morza znajduje się Villa Oxania, należąca do znanego lekarza i czołowego archeologa Temi Żammita (1864–1935) oraz Villa Cloe, w której mieszkał sir Arturo Mercieca (1878–1969), wieloletni prezes maltańskich sądów i znany przywódca polityczny.

## Żeglarstwo
Przez wiele lat w latach 50. XX wieku w Msida / Ta’ Xbiex Creek cumowały różne okręty. Od lat 60. aż do dziś Ta’ Xbiex gości wiele prywatnych łodzi z żeglarzami wszystkich narodowości, lokalizacja ta jest miejscem cumowania zarówno na krótkie, jak i długie pobyty.

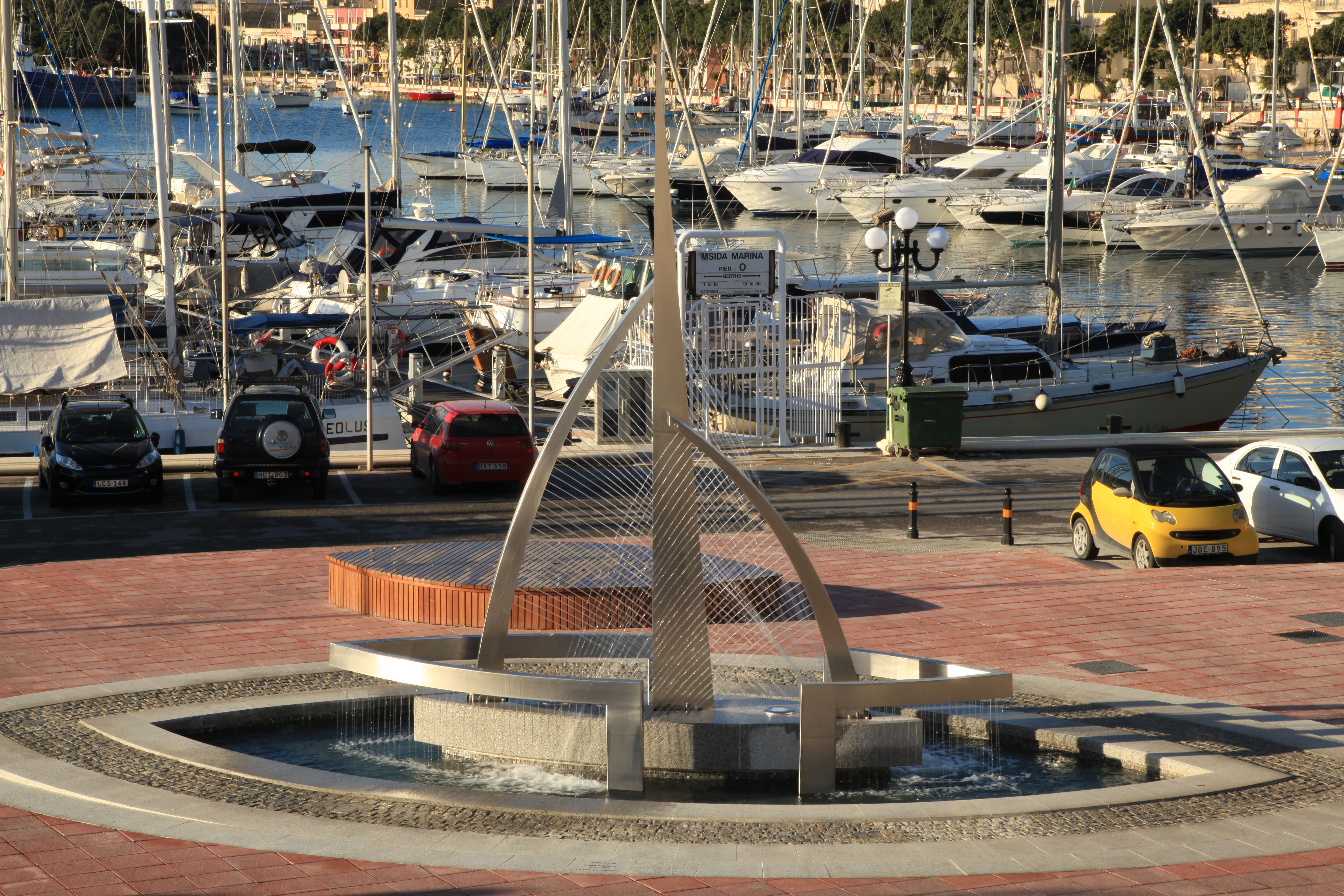
Msida Marina

Znajdujący się w Ta’ Xbiex Royal Malta Yacht Club jest gospodarzem bardzo popularnego Rolex Middle Sea Race. Ten klub jachtowy, którego początki sięgają XIX wieku, obecnie dysponuje dobrze wyposażonymi pomieszczeniami i udogodnieniami na terenie wyremontowanym w 2008 roku. W tej samej lokalizacji mieści się również 65-miejscowa przystań jachtowa.
Ta’ Xbiex ma także 720 miejsc do cumowania w Msida i Ta’ Xbiex Yacht Marina. Marina jest popularna wśród żeglarzy ze względu na swoje centralne położenie i możliwością schronienia przed przeważającymi wiatrami północno-zachodnimi, podczas gdy falochron chroni przed falami północno-wschodnimi.

Wzdłuż wybrzeża znajduje się wiele restauracji, które korzystają z tej lokalizacji, obsługując społeczność żeglarską, jednocześnie oferując spektakularne widoki z portu na fortyfikacje Valletty i Florianę.

## Rekreacja
Ta’ Xbiex stanowi część nadmorskiej promenady, która ciągnie się od Pietà, przez Gzirę i Sliemę aż do St. Julian’s. Jest to bardzo popularna trasa spacerów i joggingu.

## Ciekawsze wille przy Xatt Ta’ Xbiex

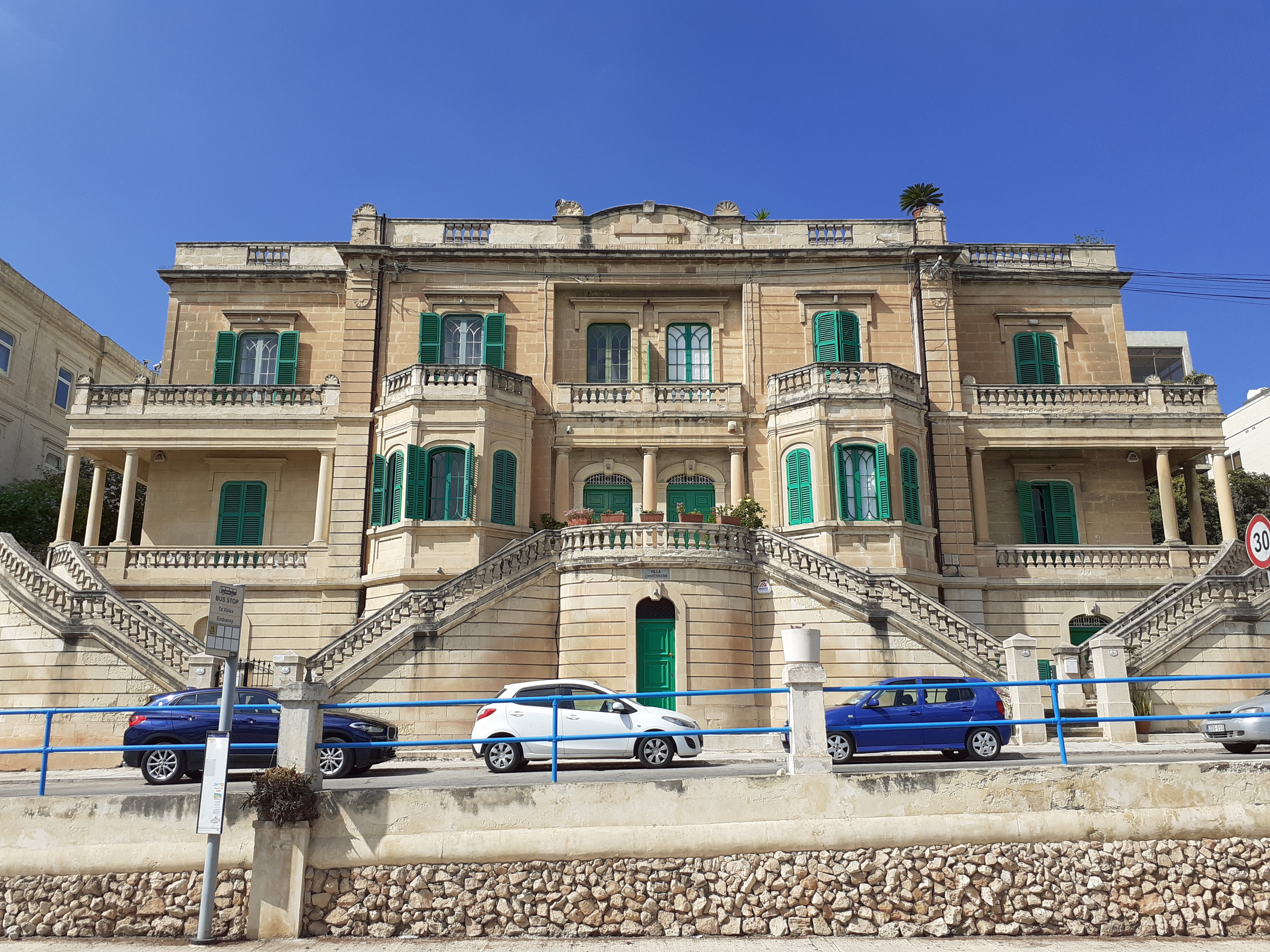
Villa Zimmerman
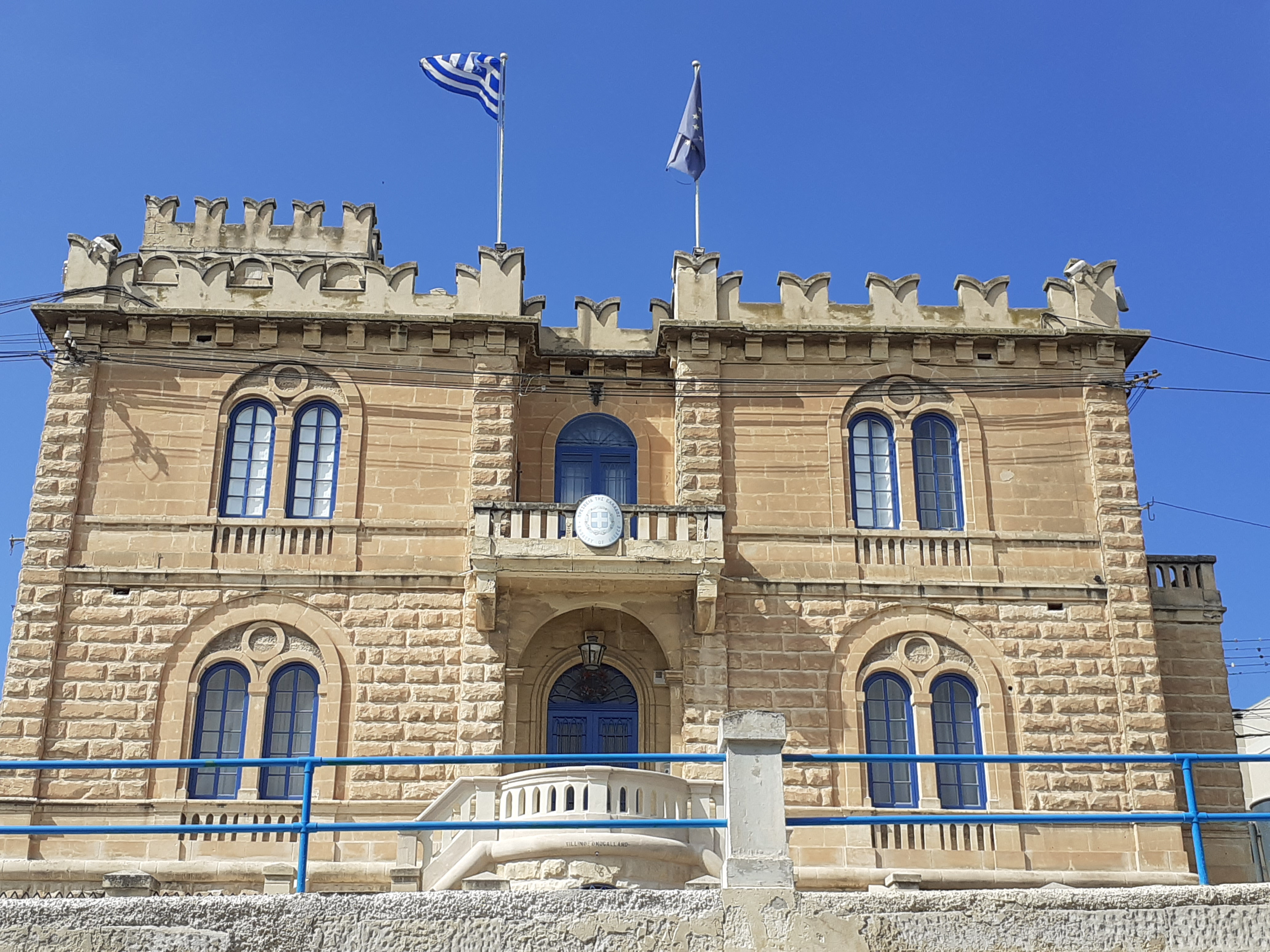
Ambasada Grecji
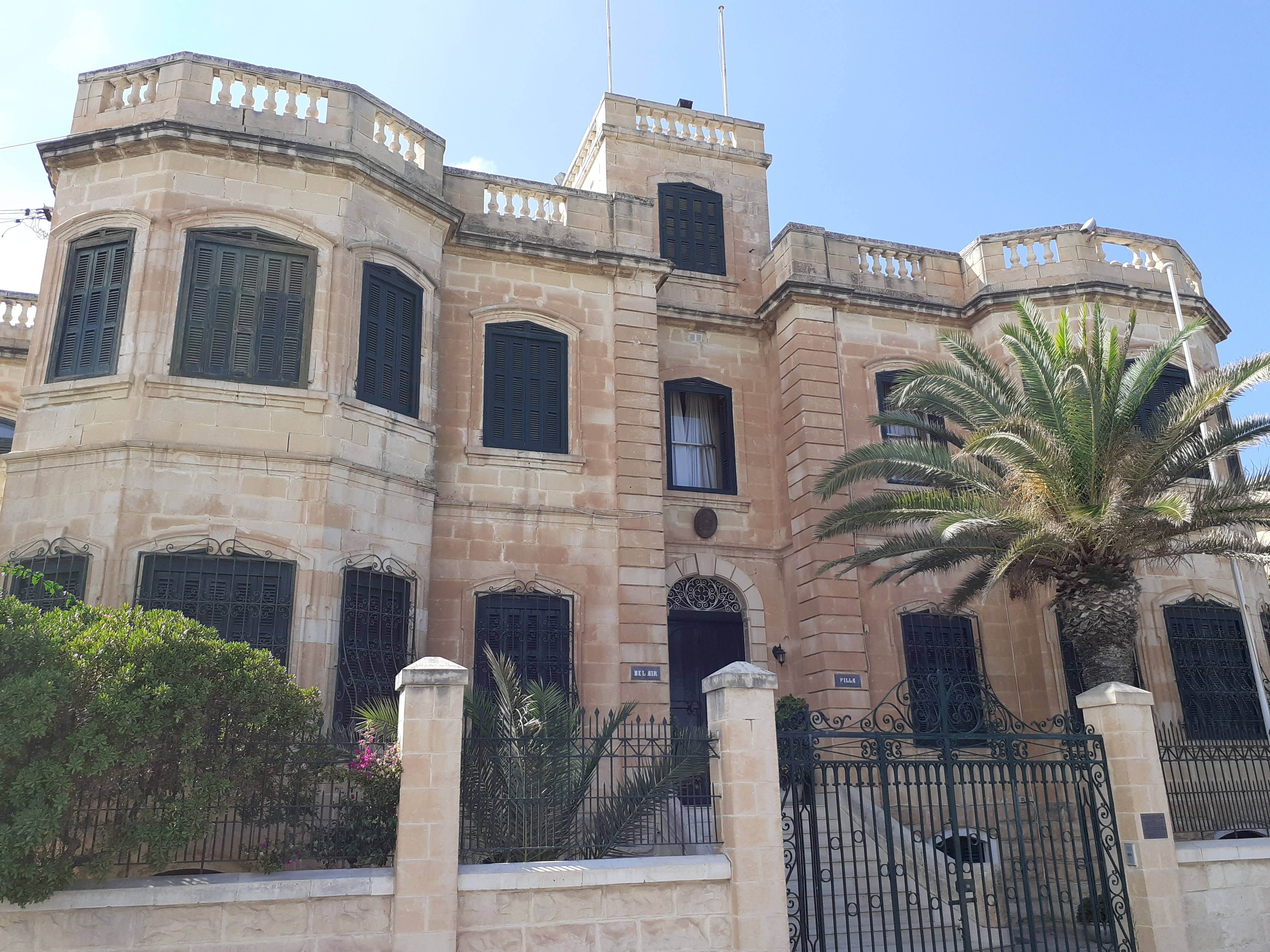
Villa Bel Air
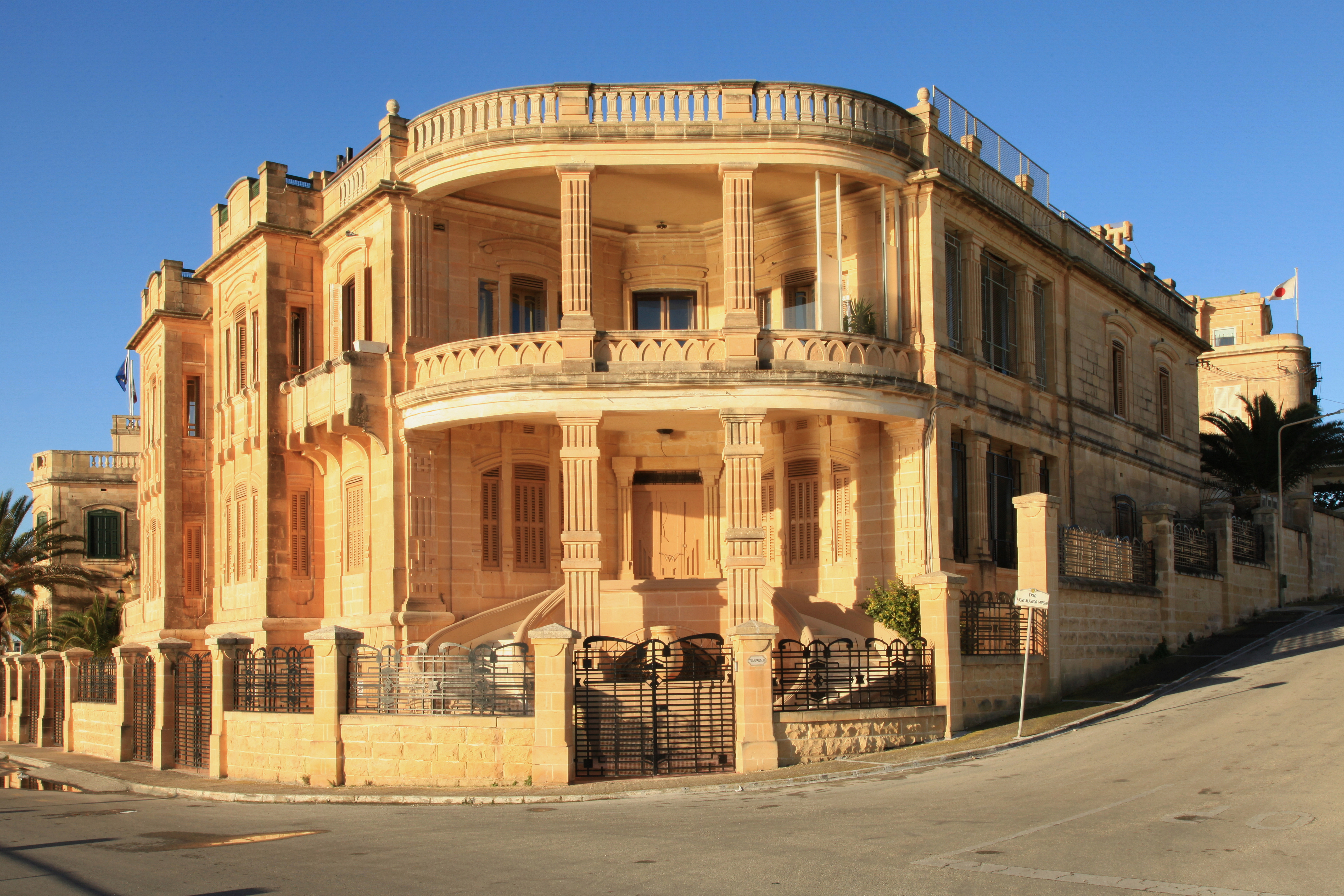
Villa Trafalgar
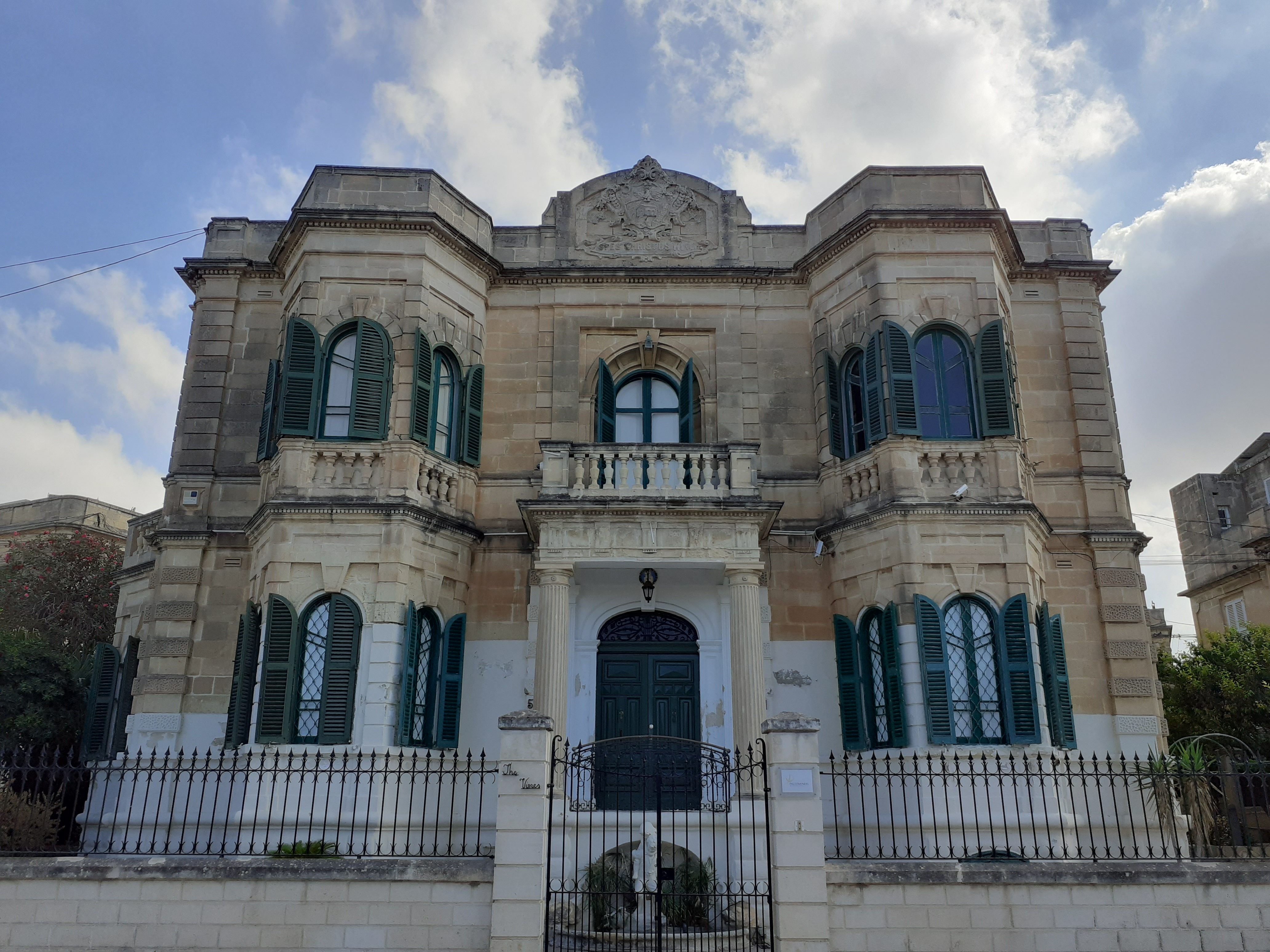
Villa The Vines
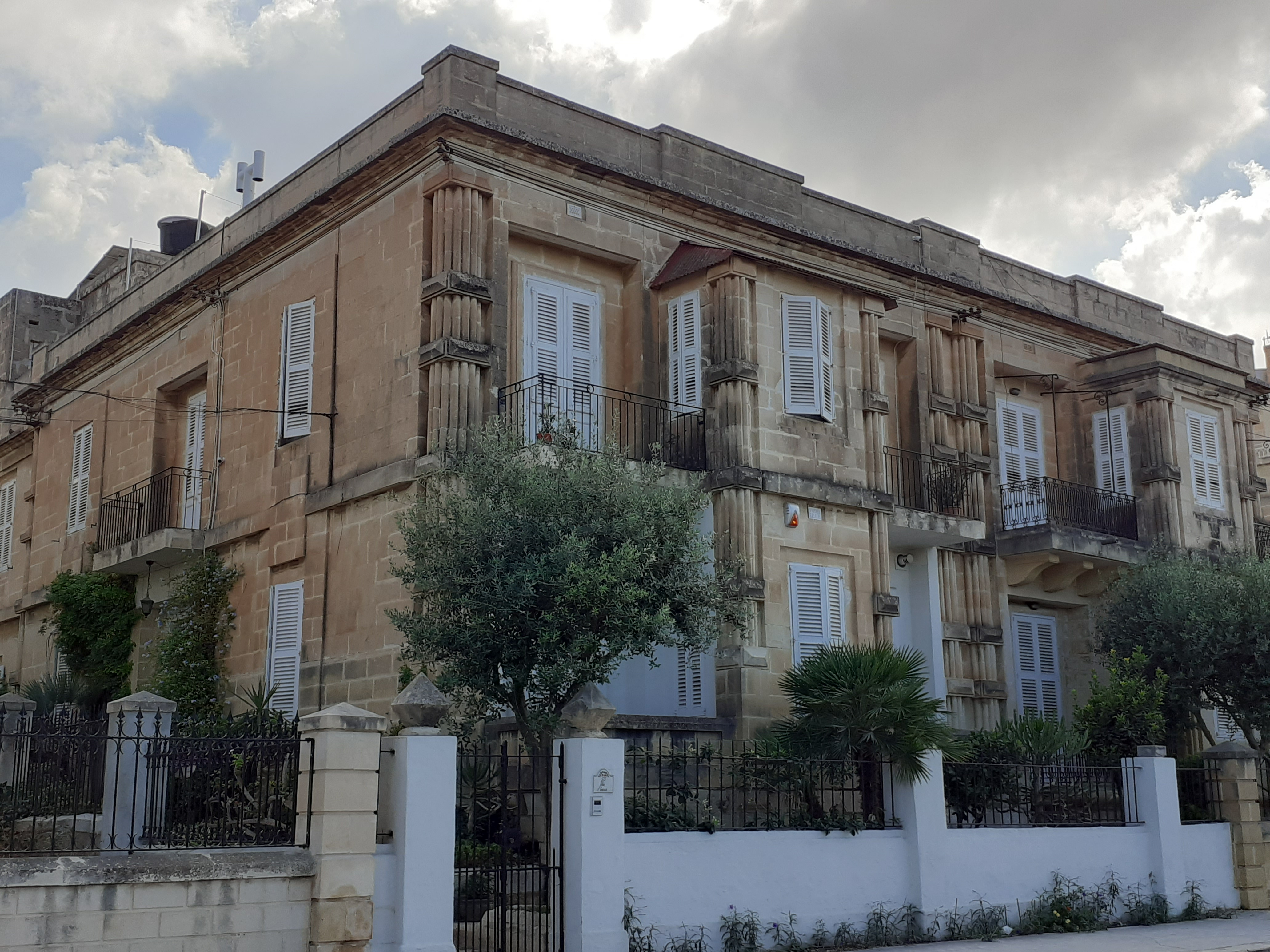
Villa Gloria zaprojektowana przez Alberto La Ferlę w stylu Littorio